# A Friend in Need (film 1914 Duncan)
A Friend in Need è un cortometraggio muto del 1914 sceneggiato, diretto e interpretato da William Duncan

## Produzione
Il film fu prodotto dalla Selig Polyscope Company

## Distribuzione
Distribuito dalla General Film Company, il film - un cortometraggio in una bobina - uscì nelle sale cinematografiche statunitensi il 22 gennaio 1914.